# Lovrečan
Lovrečan est un village de la municipalité de Zlatar-Bistrica (comitat de Krapina-Zagorje) en Croatie. Au recensement de 2011, le village comptait 405 habitants.